# Pozejdon
Pozejdon je bil v grški mitologiji bog morja. Rimljani so ga imenovali Neptun, Etruščani pa Netuns. Bil je sin Kronosa in Ree, njegova brata sta bila Zevs in Had, sestre pa Hera, Demetra in Hestija, ki jo je tudi snubil.
Imel je ogromno ljubimk in ljubimcev, npr. Afrodito, Geo, Meduzo in Pelopsa. Poročen je bil z Amfitrio.
Ustvaril je konje. Skupaj z Ateno sta ustvarila voz.
V Trojanski vojni se je boril na strani Grkov, ker pa je Odisej oslepil njegovega sina, kiklopa Polifema, mu je poskušal otežiti vrnitev domov.

### Čaščenje Pozejdona
Pozejdon je pomemben državljanski bog, v večjih mestih: v Atenah je bil drug pomen, medtem ko je bil v Korintu in mnogih mestih Magne Graecie glavni bog. V svojem benignem vidiku je bil Pozejdon ustvarjalec otokov na mirnih morjih. Ko je bil užaljen ali ignoriran je s svojim trizobom povzročil kaotične stvari, npr. potrese, potope, brodolome itd. Mornarji so molili k Pozejdonu za varno plovbo in včasih tudi utapljali konje kot daritev.
Po mnenju Pavzanija je bil Pozejdon eden od oskrbnikov preročišča na Delfih, preden je Olimpski Apolon prevzel njegovo vlogo oskrbnika. Apolon in Pozejdon sta tesno sodelovala v številnih sferah: v kolonizacijah, npr. Apolon je skrbel za mesto, medtem ko je Pozejdon bedel nad kolonisti na poti. Ksenofont opisuje skupino vojakov v Šparti okoli 400 - 399 pr. n. št., ki so peli Pozejdonu hvalospev (neke vrste slavopoj) običajno pesem za Apolona.
Dioniz je vedno vneto in nenadno Pozejdonu povzročal nekatere oblike duševnih motenj. Hipokratovo besedilo iz 400 pr. n. št.. o sveti bolezni pravi, da je bil vzrok nekatere oblike epilepsije.
Percy Jackson
Pozejdon se pojavlja tudi v knjižni uspešnici in filmu Percy Jacksona. Je oče Perzeja Jacksona, ki poskuša rešiti Olimp.